# Kalotaszegi fejfák

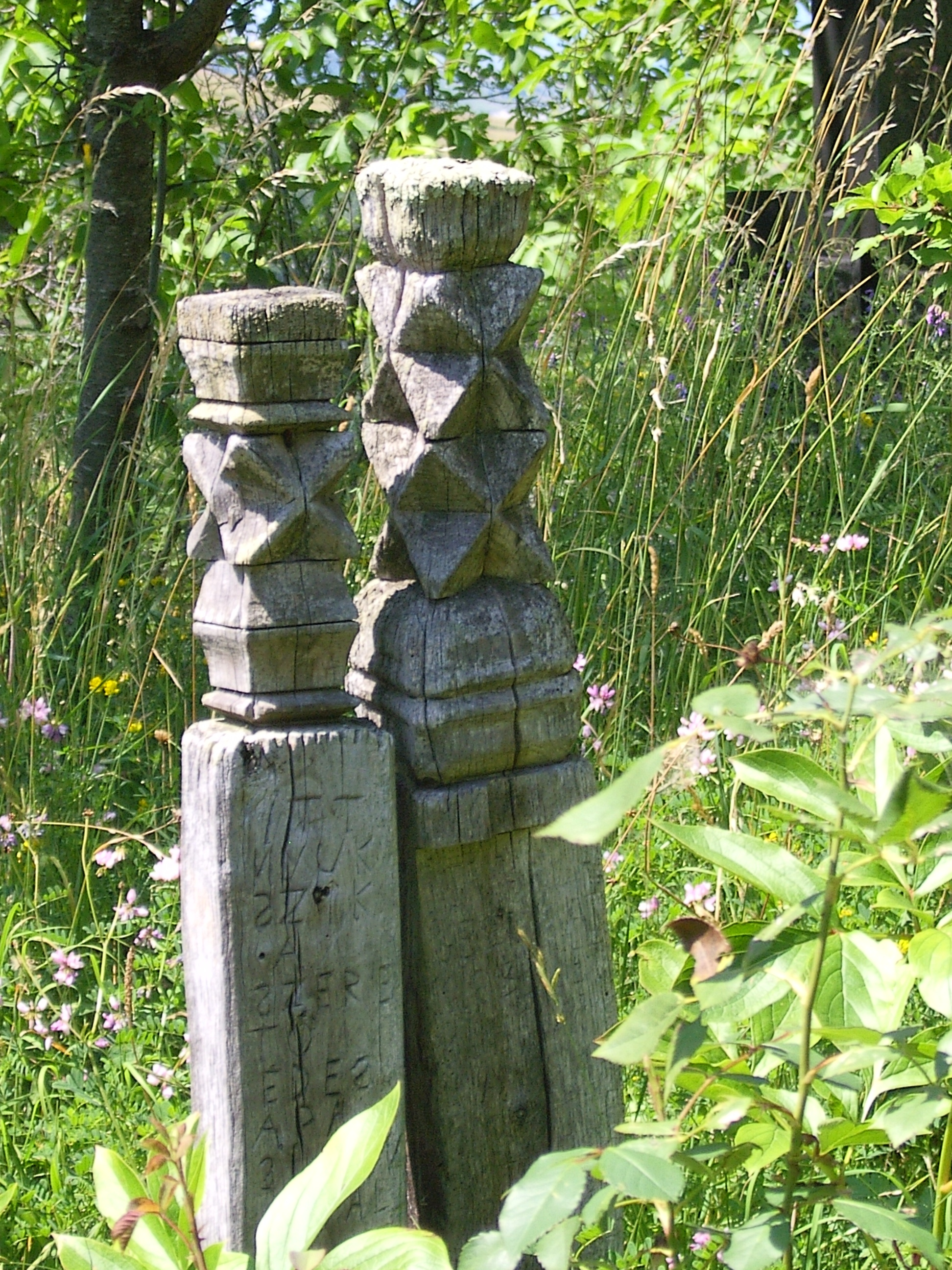

A kalotaszegi temetők szinte mindig dombtetőn vagy hegyoldalban vannak. Közel a faluhoz vagy éppen a templom körül (cinterem), mint pl. Magyarbikalon és Magyarkiskapuson. Legmagasabb hegytetőre a kispetri temető került, ahonnan köröskörül fenséges kilátás nyílik a környékre.
A kalotaszegi temetőkben a sírok hagyományosan keleti irányban feküdtek, vagyis a halott arccal kelet felé nézett, de újabban ez nem szabály már. Egyes hantok, főként a kőkeresztesek léc-, némely esetben vaskerítéssel övezettek. A sírhantok legszebb dísze a fejfa, gombfa, fűtül való fa volt. A kopjafa elnevezést errefelé nem használták. Közös sírhanton több fejfa is sorakozott egymás mellett. Régen a sírdíszítést többnyire a természetre bízták, természetes módon nevelve évről évre a virágokat és az árnyat nyújtó fákat. Napjainkra egyre szaporodnak már az állandóan ápolt sírok is, amelyekre kerti virágokat ültetnek és gyakran a fejfák tövéhez régi, hímes cserépkancsókban vágott virágot is tesznek (Magyargyerőmonostor, Kalotaszentkirály).
A fejfák között voltak igen vékony, karcsú és vaskos magas vagy alacsony vastag, zömök példányok. Föld feletti magasságuk általában másfél méter, de léteztek 2–2,5 és 3 méter magasak is. Megmunkálásuk minden esetben gondos, tökéletes. A fejfákat tölgy- és cserfából, néhol szilvafából (Magyarókereke) faragták.
A fa héját fejszével lehántották és így készítettek belőle cölöpöt. Ezután bárddal simították, majd gyalulták. A cölöpön kimérték a fejet (a faragott felső részt), az alatta lévő ereszt, a betűs lapot és a fejfa földbekerülő lábát. A tagozatok formáit fűrésszel vágták ki, amikor is két szomszédos lapon egyszerre alakították ki az azonos, szimmetrikus formát. A lapokon már vésni kellett a fejfatagozatokat, mert fűrésszel nem fértek hozzájuk. A kifűrészelt tagozatokat vésővel vagy kézvonóval (vonókés) simították. A fejfák finoman, könnyedén faragott tagozatai és ezek összetételei községenként, ha mások is, de csaknem mindenütt vannak általánosnak mondható típusok.
A fejfa főjének tagozatai közt leggyakoribb a többféle belső szerkezetű csillag, a református vallás szimbólumaként, mely a fiatornyos templomtornyokról került a fejfára. Szintén gyakori motívum a tulipán, mely a magyarság jelképe. Két tulipán nyitott kelyhekkel egymásra is borul, és kelyhük felső széle pártázatosan csipkés is lehet. A tulipán- és csillagformáknak rendkívül sok változata fordul elő Kalotaszeg szerte. 
Malonyai Dezső a kalotaszegi fejfák nagy részének S alakú fejkiképzését lófejnek nézi, mely talán valami régi jelkép maradványa.

## Képgaléria

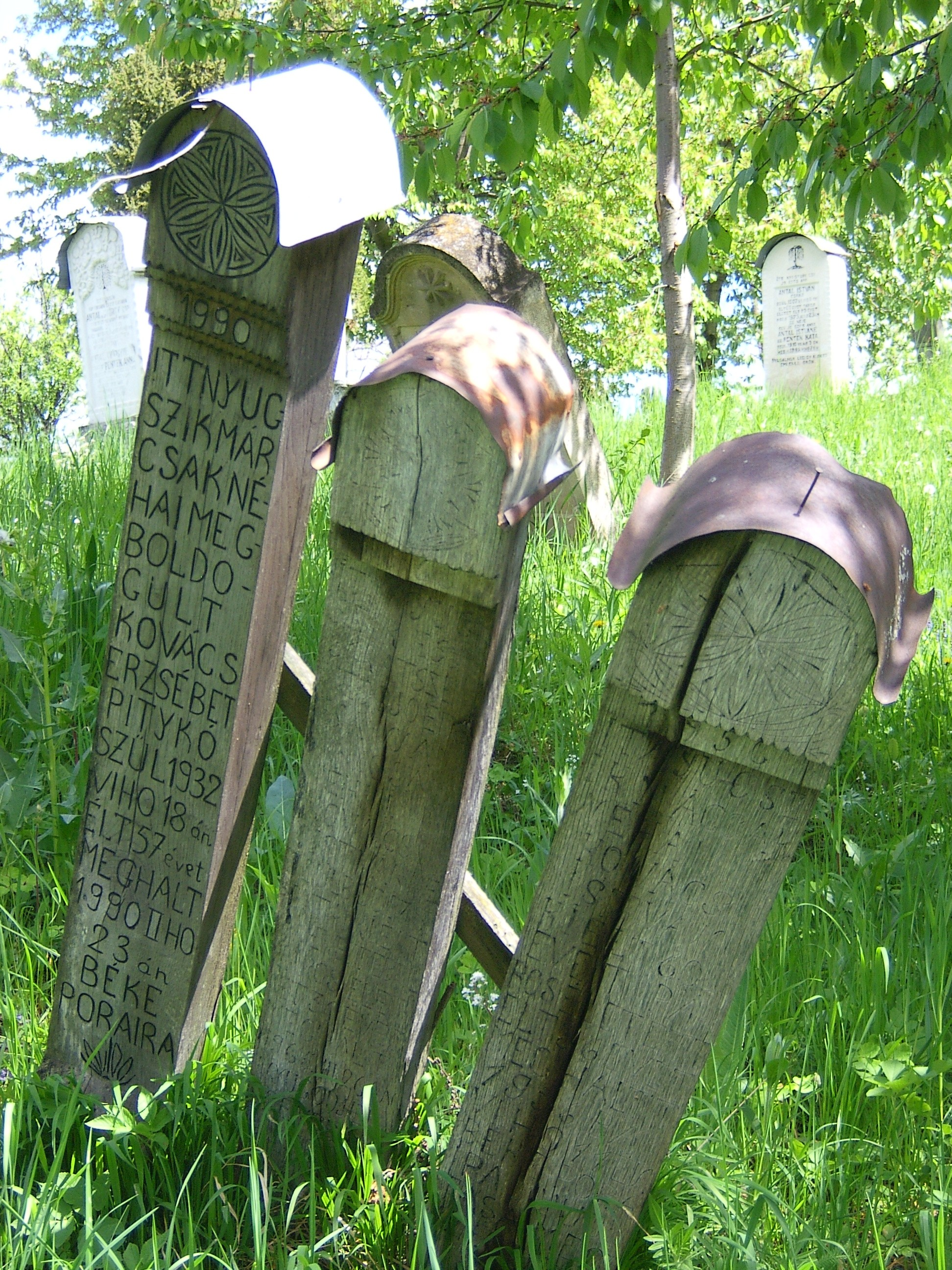
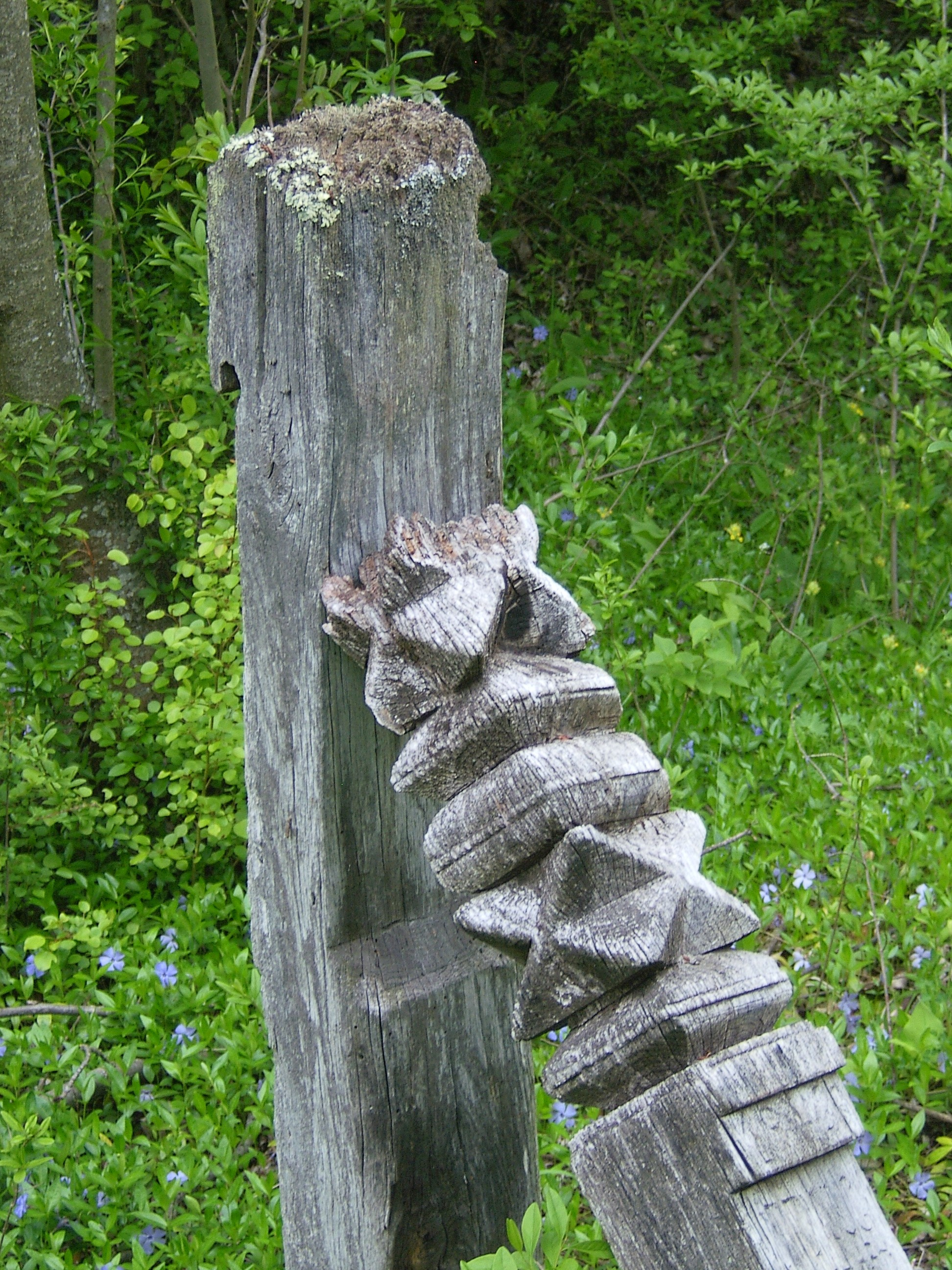
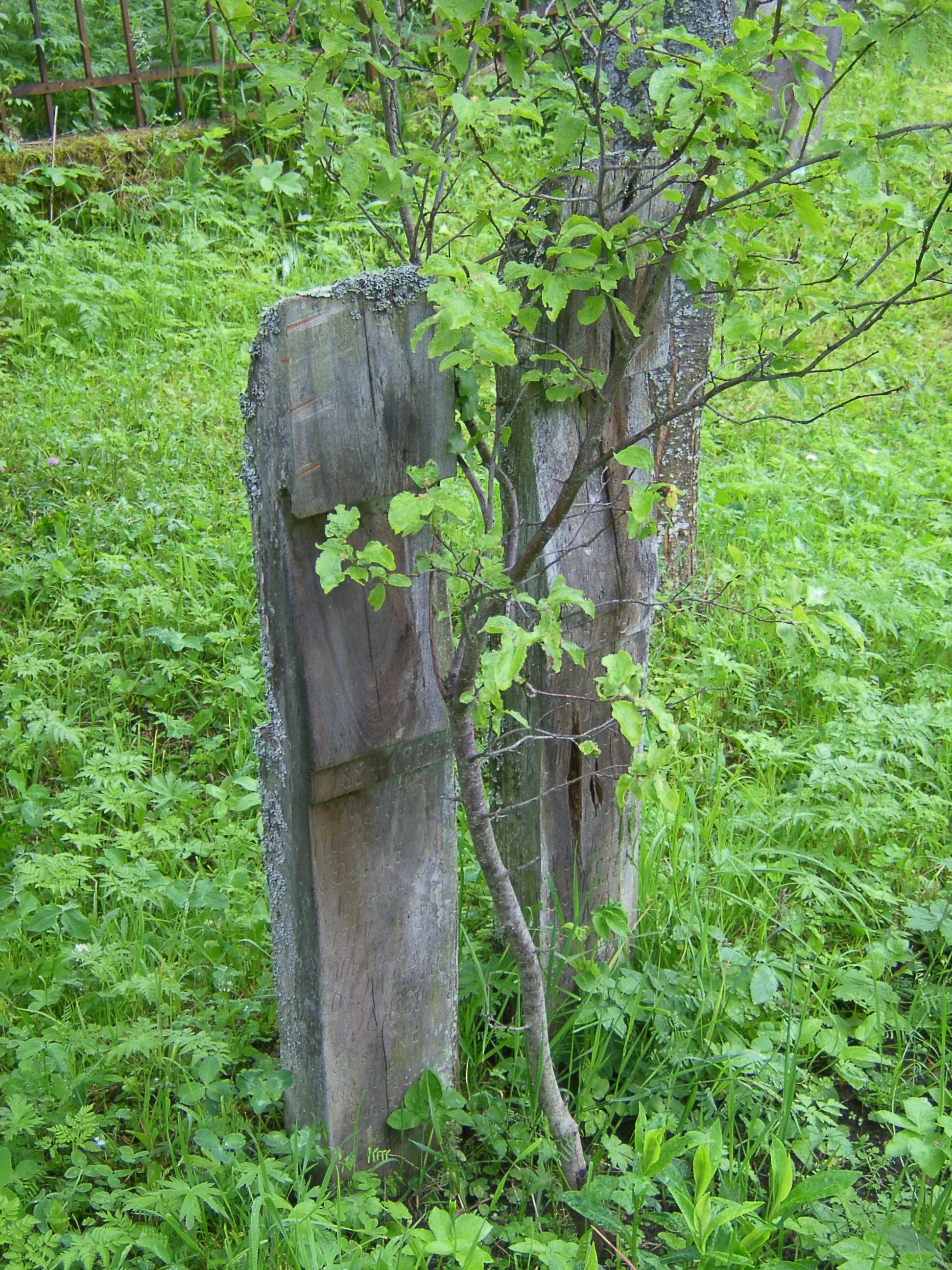
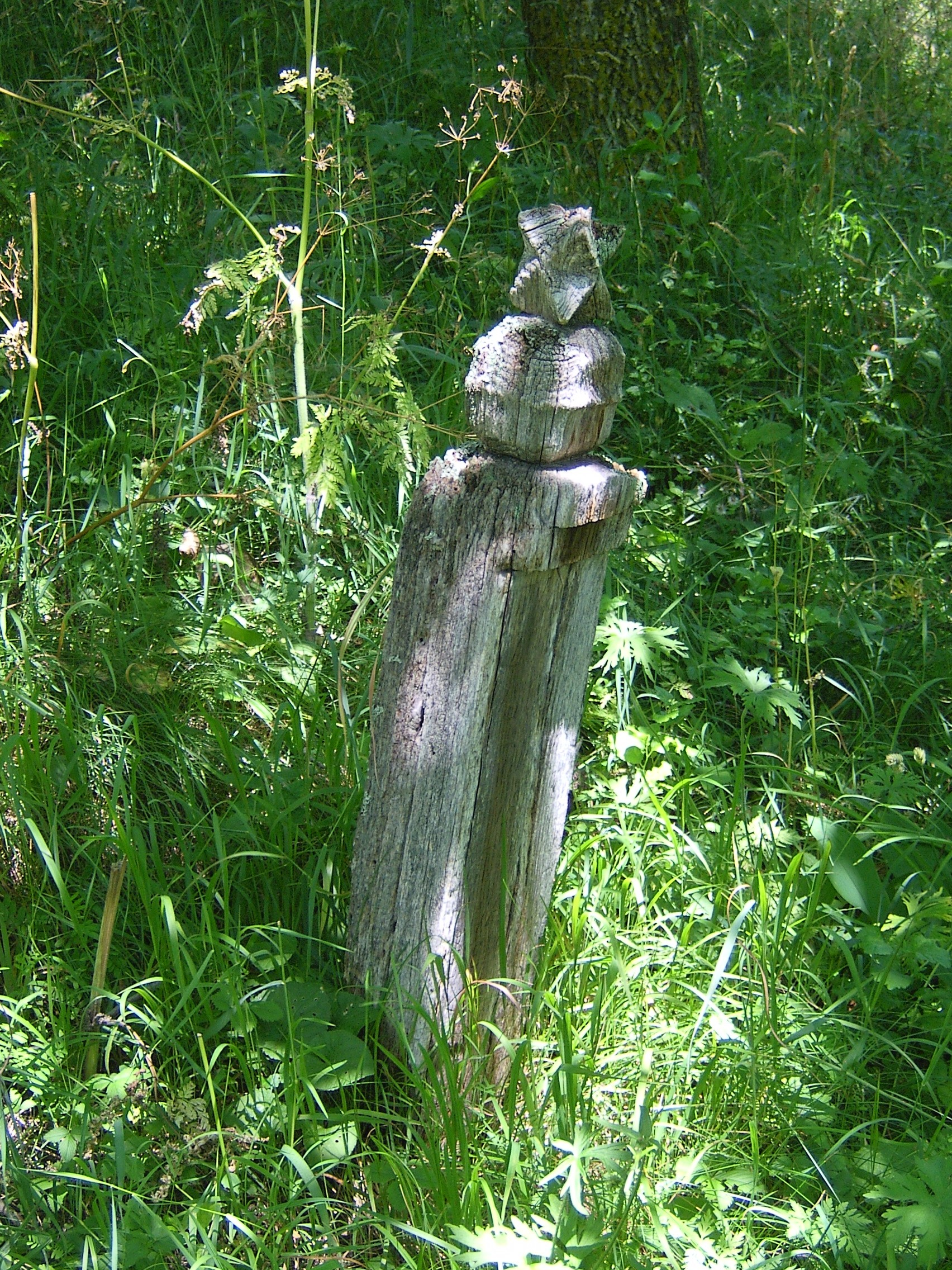
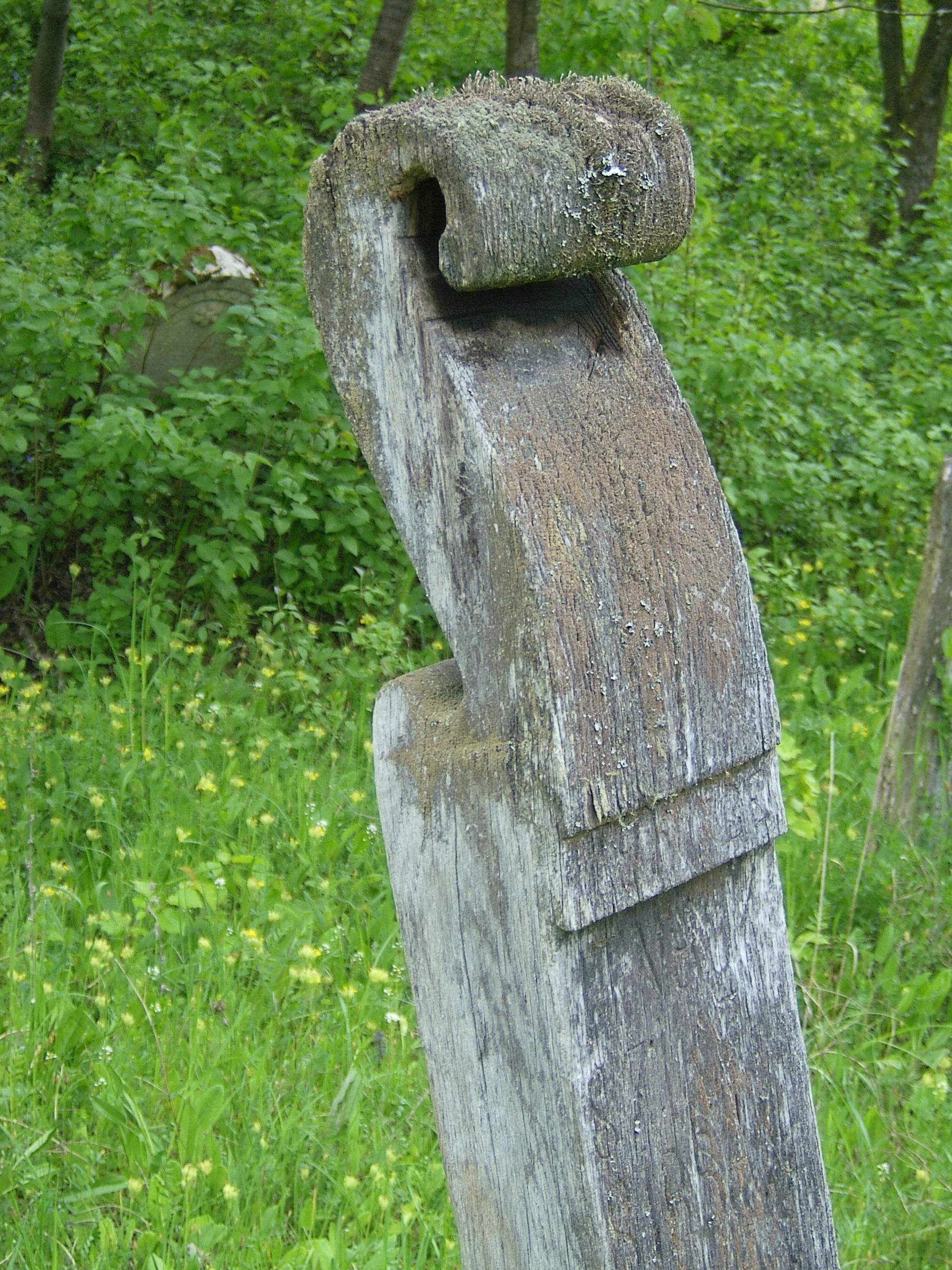
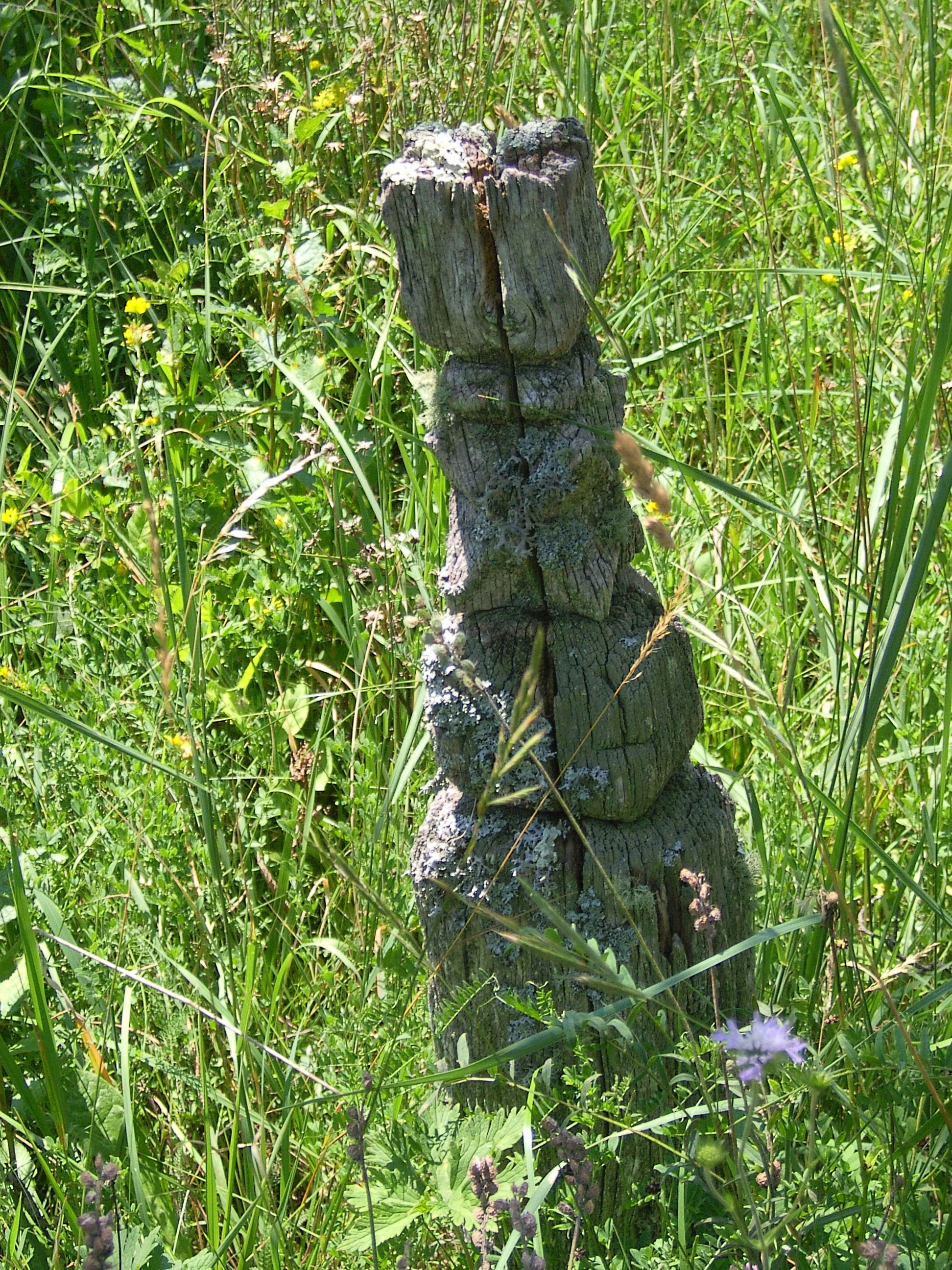
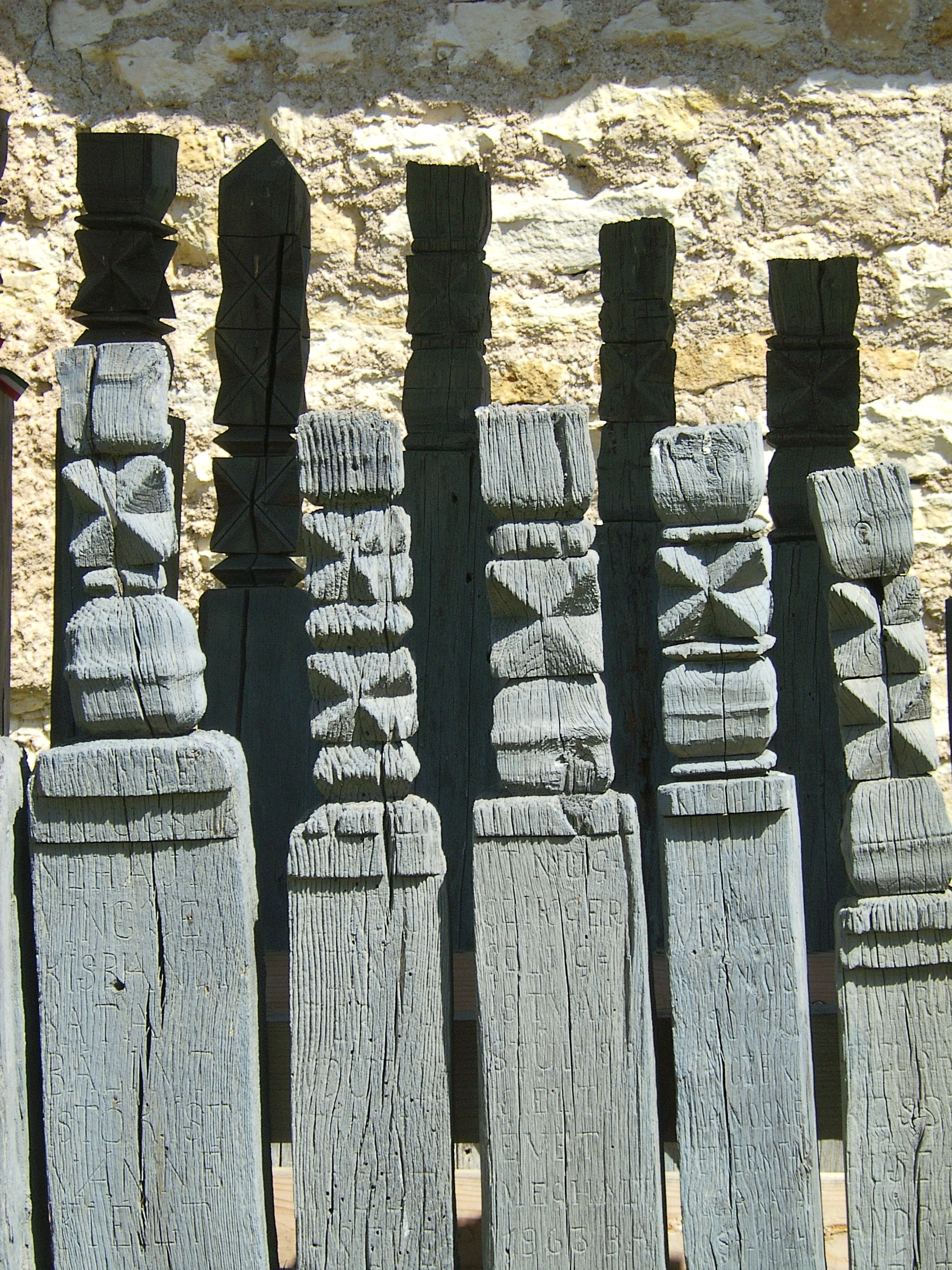
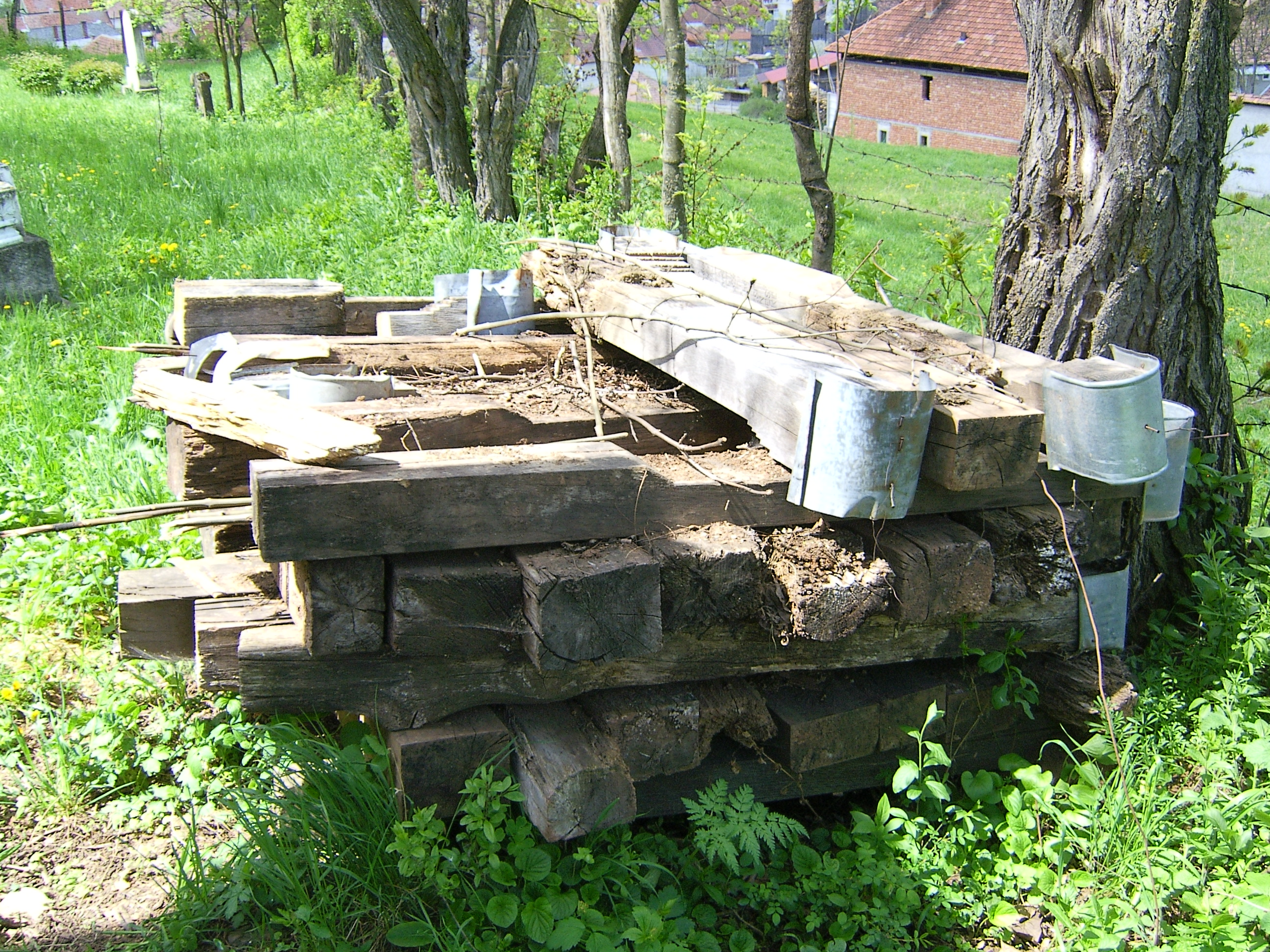